# Roi Baudouin/Koning Boudewijn
Roi Baudouin/Koning Boudewijn – stacja końcowa metra w Brukseli, na linii 6. Znajduje się w gminie Laeken. Zlokalizowana jest za stacją Heysel/Heizel. Została otwarta 25 sierpnia 1998.